# NASCAR Sprint Cup 2011
De NASCAR Sprint Cup 2011 was het 63e seizoen van het belangrijkste NASCAR kampioenschap dat in de Verenigde Staten gehouden wordt en het vierde jaar dat het kampioenschap doorging onder de naam Sprint Cup. Het seizoen startte op 20 februari met de Daytona 500, voorafgegaan door de exhibitiewedstrijd Budweiser Shootout en de Daytona kwalificatieraces Gatorade Duels en eindigde op 20 november met de Ford 400. Het seizoen werd voor de achtste keer beslecht met de Chase for the Championship eindronde. Tony Stewart won het kampioenschap voor de derde keer uit zijn carrière.

## Races
Top drie resultaten, exhibitie- en kwalificatiewedstrijden staan niet vermeld.
| '                          | Datum        | Race                                     | Circuit                         | Winnaar         | Tweede             | Derde              |
| 1                          | 20 februari  | Daytona 500                              | Daytona International Speedway  | Trevor Bayne    | Carl Edwards       | David Gilliland    |
| 2                          | 27 februari  | Subway Fresh Fit 500                     | Phoenix International Raceway   | Jeff Gordon     | Kyle Busch         | Jimmie Johnson     |
| 3                          | 6 maart      | Kobalt Tools 400                         | Las Vegas Motor Speedway        | Carl Edwards    | Tony Stewart       | Juan Pablo Montoya |
| 4                          | 20 maart     | Jeff Byrd 500                            | Bristol Motor Speedway          | Kyle Busch      | Carl Edwards       | Jimmie Johnson     |
| 5                          | 27 maart     | Auto Club 400                            | Auto Club Speedway              | Kevin Harvick   | Jimmie Johnson     | Kyle Busch         |
| 6                          | 3 april      | Goody's Fast Pain Relief 500             | Martinsville Speedway           | Kevin Harvick   | Dale Earnhardt jr. | Kyle Busch         |
| 7                          | 9 april      | Samsung Mobile 500                       | Texas Motor Speedway            | Matt Kenseth    | Clint Bowyer       | Carl Edwards       |
| 8                          | 17 april     | Aaron's 499                              | Talladega Superspeedway         | Jimmie Johnson  | Clint Bowyer       | Jeff Gordon        |
| 9                          | 30 april     | Crown Royal 400                          | Richmond International Raceway  | Kyle Busch      | Denny Hamlin       | Kasey Kahne        |
| 10                         | 7 mei        | Southern 500                             | Darlington Raceway              | Regan Smith     | Carl Edwards       | Brad Keselowski    |
| 11                         | 15 mei       | FedEx 400                                | Dover International Speedway    | Matt Kenseth    | Mark Martin        | Marcos Ambrose     |
| 12                         | 29 mei       | Coca-Cola 600                            | Charlotte Motor Speedway        | Kevin Harvick   | David Ragan        | Joey Logano        |
| 13                         | 5 juni       | STP 400                                  | Kansas Speedway                 | Brad Keselowski | Dale Earnhardt jr. | Denny Hamlin       |
| 14                         | 12 juni      | 5-hour Energy 500                        | Pocono Raceway                  | Jeff Gordon     | Kurt Busch         | Kyle Busch         |
| 15                         | 19 juni      | Heluva Good! Sour Cream Dips 400         | Michigan International Speedway | Denny Hamlin    | Matt Kenseth       | Kyle Busch         |
| 16                         | 26 juni      | Toyota/Save Mart 350                     | Infineon Raceway                | Kurt Busch      | Jeff Gordon        | Carl Edwards       |
| 17                         | 2 juli       | Coke Zero 400                            | Daytona International Speedway  | David Ragan     | Matt Kenseth       | Joey Logano        |
| 18                         | 9 juli       | Quaker State 400                         | Kentucky Speedway               | Kyle Busch      | David Reutimann    | Jimmie Johnson     |
| 19                         | 17 juli      | Lenox Industrial Tools 301               | New Hampshire Motor Speedway    | Ryan Newman     | Tony Stewart       | Denny Hamlin       |
| 20                         | 31 juli      | Brickyard 400                            | Indianapolis Motor Speedway     | Paul Menard     | Jeff Gordon        | Regan Smith        |
| 21                         | 7 augustus   | Good Sam RV Insurance 500                | Pocono Raceway                  | Brad Keselowski | Kyle Busch         | Kurt Busch         |
| 22                         | 14 augustus  | Heluva Good! Sour Cream Dips at The Glen | Watkins Glen International      | Marcos Ambrose  | Brad Keselowski    | Kyle Busch         |
| 23                         | 21 augustus  | Pure Michigan 400                        | Michigan International Speedway | Kyle Busch      | Jimmie Johnson     | Brad Keselowski    |
| 24                         | 27 augustus  | Irwin Tools Night Race                   | Bristol Motor Speedway          | Brad Keselowski | Martin Truex jr.   | Jeff Gordon        |
| 25                         | 6 september  | AdvoCare 500                             | Atlanta Motor Speedway          | Jeff Gordon     | Jimmie Johnson     | Tony Stewart       |
| 26                         | 10 september | Wonderful Pistachios 400                 | Richmond International Raceway  | Kevin Harvick   | Carl Edwards       | Jeff Gordon        |
| Chase for the Championship |              |                                          |                                 |                 |                    |                    |
| 27                         | 18 september | Geico 400                                | Chicagoland Speedway            | Tony Stewart    | Kevin Harvick      | Dale Earnhardt jr. |
| 28                         | 25 september | Sylvania 300                             | New Hampshire Motor Speedway    | Tony Stewart    | Brad Keselowski    | Greg Biffle        |
| 29                         | 2 oktober    | AAA 400                                  | Dover International Speedway    | Kurt Busch      | Jimmie Johnson     | Carl Edwards       |
| 30                         | 9 oktober    | Hollywood Casino 400                     | Kansas Speedway                 | Jimmie Johnson  | Kasey Kahne        | Brad Keselowski    |
| 31                         | 15 oktober   | Bank of America 500                      | Charlotte Motor Speedway        | Matt Kenseth    | Kyle Busch         | Carl Edwards       |
| 32                         | 23 oktober   | Good Sam Club 500                        | Talladega Superspeedway         | Clint Bowyer    | Jeff Burton        | Dave Blaney        |
| 33                         | 30 oktober   | TUMS Fast Relief 500                     | Martinsville Speedway           | Tony Stewart    | Jimmie Johnson     | Jeff Gordon        |
| 34                         | 6 novemver   | AAA Texas 500                            | Texas Motor Speedway            | Tony Stewart    | Carl Edwards       | Kasey Kahne        |
| 35                         | 13 november  | Kobalt Tools 500                         | Phoenix International Raceway   | Kasey Kahne     | Carl Edwards       | Tony Stewart       |
| 36                         | 20 november  | Ford 400                                 | Homestead-Miami Speedway        | Tony Stewart    | Carl Edwards       | Martin Truex jr.   |

## Eindstand - Top 12

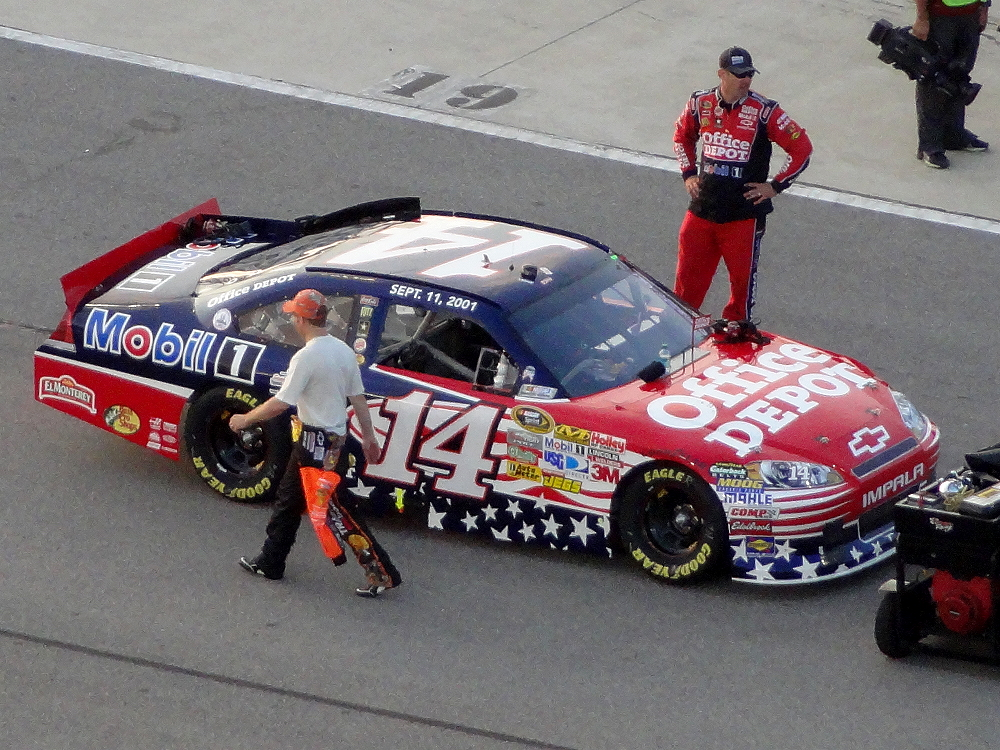
Tony Stewarts Chevrolet Impala, winnaar van het kampioenschap.

Eindstand na de Chase for the Championship, aantal overwinningen (W) en punten (Ptn).
|    | Coureur            | Team                     | Auto      | W | Ptn  |
| -- | ------------------ | ------------------------ | --------- | - | ---- |
| 1  | Tony Stewart       | Stewart Haas Racing      | Chevrolet | 5 | 2403 |
| 2  | Carl Edwards       | Roush Fenway Racing      | Ford      | 1 | 2403 |
| 3  | Kevin Harvick      | Richard Childress Racing | Chevrolet | 4 | 2345 |
| 4  | Matt Kenseth       | Roush Fenway Racing      | Ford      | 3 | 2330 |
| 5  | Brad Keselowski    | Penske Racing            | Dodge     | 3 | 2319 |
| 6  | Jimmie Johnson     | Hendrick Motorsports     | Chevrolet | 2 | 2304 |
| 7  | Dale Earnhardt jr. | Hendrick Motorsports     | Chevrolet | 0 | 2290 |
| 8  | Jeff Gordon        | Hendrick Motorsports     | Chevrolet | 3 | 2287 |
| 9  | Denny Hamlin       | Joe Gibbs Racing         | Toyota    | 1 | 2284 |
| 10 | Ryan Newman        | Stewart Haas Racing      | Chevrolet | 1 | 2284 |
| 11 | Kurt Busch         | Penske Racing            | Dodge     | 2 | 2262 |
| 12 | Kyle Busch         | Joe Gibbs Racing         | Toyota    | 4 | 2246 |